# Gynnidomorpha mesoxutha
Gynnidomorpha mesoxutha es una especie de polilla tortrícida perteneciente a la tribu Cochylini, de la subfamilia Tortricinae, orden Lepidoptera.
Fue descrita científicamente por el entomólogo australiano Alfred Jefferis Turner en 1916. Aparece registrada y publicada en la revista Transactions and Proceedings of the Royal Society of South Australia 40, 518 de 1916.
Cuenta con una envergadura aproximada de 10 mm. Alas traseras de una coloración blanca.

## Distribución
Se distribuye por Oceanía, en Australia.